# Centro direzionale di Napoli
Il Centro direzionale di Napoli (o CDN) è un complesso di grattacieli che, sorti nel quartiere di Poggioreale, a ridosso della stazione di Napoli Centrale, costituiscono un'intera cittadella. Progettato dall'architetto giapponese Kenzō Tange, l'intero complesso è stato completato nel 1995. È il primo agglomerato di grattacieli ad essere stato realizzato in Italia e in Europa meridionale.

## Storia
Le origini del centro risalgono alla metà degli anni sessanta, quando il Comune di Napoli individuò un'area industriale dismessa, dell'estensione di circa 110 ettari, per la costruzione di un nuovo quartiere da adibire prevalentemente ad uso uffici; ciò anche nell'intento dichiarato di decongestionare il traffico del centro cittadino.
Dopo numerosi progetti, nessuno dei quali definitivamente approvato, nel 1982 il tutto venne affidato al famoso architetto giapponese Kenzō Tange. Circa tre anni dopo la presentazione del suo progetto, si avviarono i cantieri.
La costruzione dei grattacieli venne affidata ad architetti di fama internazionale: tra gli altri, Renzo Piano disegnò il palazzetto dell'Olivetti, Massimo Pica Ciamarra, affiancato da un gruppo di architetti qualificati, si occupò delle due Torri ENEL e Nicola Pagliara progettò le Torri del Banco di Napoli, oltre che il Palazzo dell'Edilres.
La realizzazione è stata ad opera dalla società Mededil S.p.A., gruppo IRI-Italstat.

## Descrizione

### Torre Telecom Italia

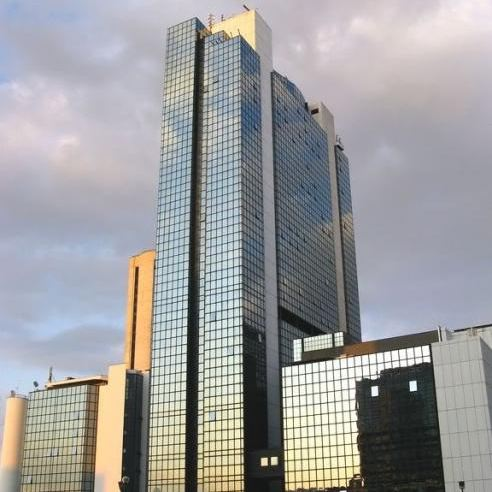
Torre Telecom Italia

La torre Telecom, con i suoi 129 metri d'altezza, è il decimo edificio più alto d'Italia. Fu per 15 anni, dal 1995 al 2010, l'edificio più alto del Paese, superando di 2 metri il Pirellone di Milano.

### Torri ENEL

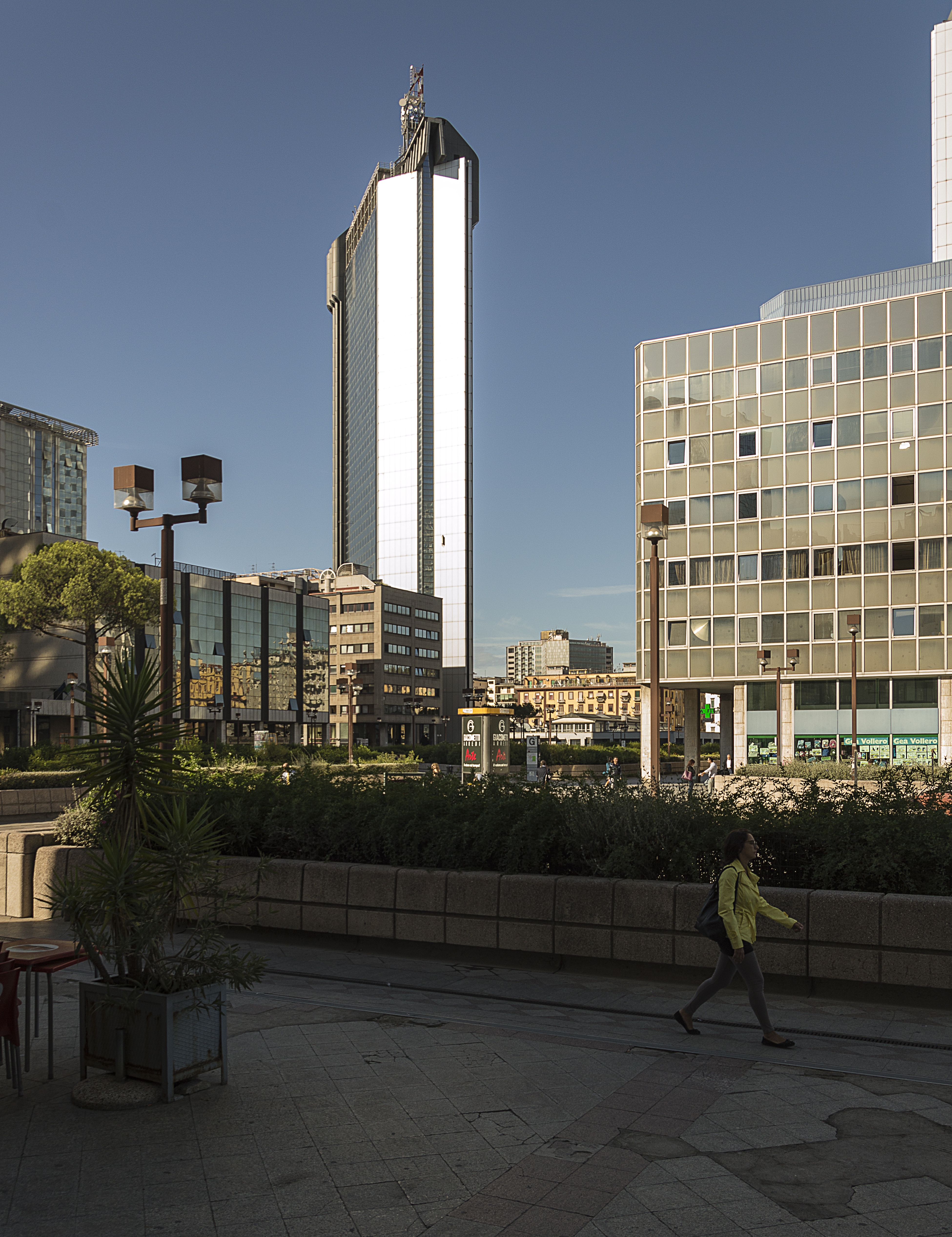
Torri Enel

Le torri ENEL, i due edifici più alti del CDN dopo la torre Telecom, per la loro somiglianza sono spesso citate come le Torri Gemelle di Napoli.

### Torri Saverio e Francesco

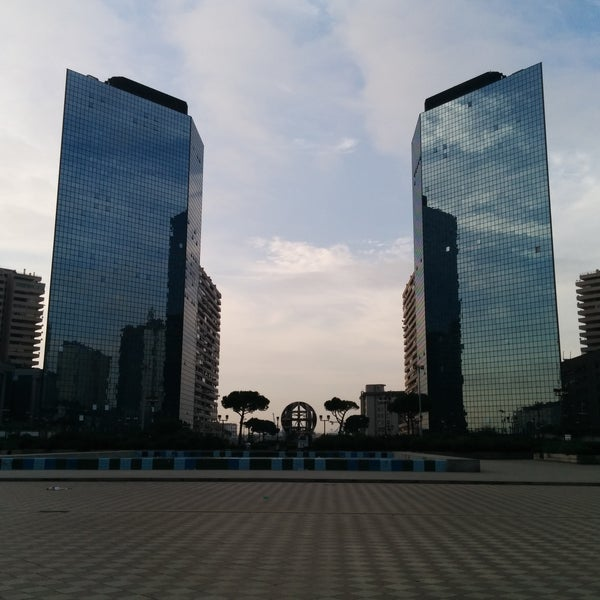
Torri Saverio e Francesco

Le torri Saverio e Francesco raggiungono l'altezza di 118 metri e sono costituite da 34 piani.
La Torre Francesco è sede dell'Autorità per le Garanzie nelle Comunicazioni (Agcom) nonché la nuova sede del quotidiano Il Mattino. La Torre Saverio, invece, è stata una delle sedi di Telecom Italia, ed attualmente è presente in prevalenza la sede napoletana di Accenture Technology Solution.

## Struttura

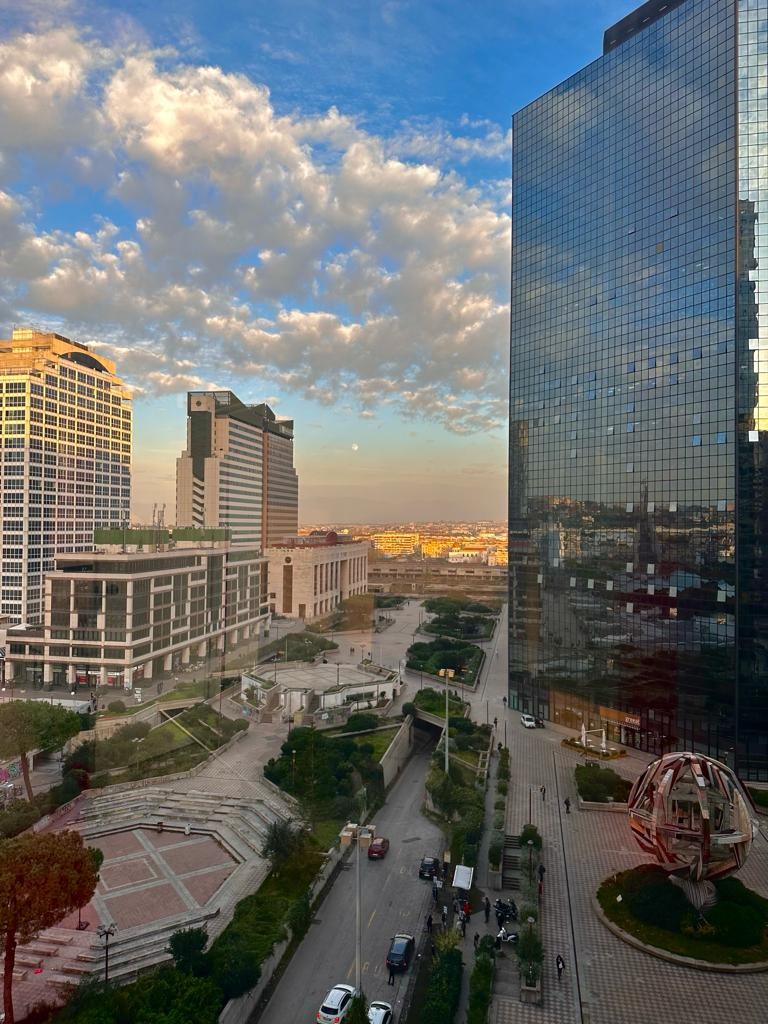
Viale della Costituzione del Centro Direzionale di Napoli.

La struttura è caratterizzata dall'ampio asse viario posto al centro del complesso sul quale si susseguono piazze di varie forme (circolari, quadrangolari, ecc.) e dimensioni, alcune delle quali munite di fontane.
Al di sotto di codesta via principale sono ricavati numerosi parcheggi, scale mobili e vere e proprie arterie serventi il traffico veicolare colleganti la parte più periferica del complesso architettonico con il centro della città. Non manca una chiesa con forme avveniristiche.
Il centro costituisce una delle più estese e importanti opere cittadine realizzate negli ultimi decenni. Ispirato alle idee di Le Corbusier, rappresenta un primo positivo esempio di separazione netta tra traffico automobilistico sotterraneo e area pedonale superficiale. L'intero complesso conferisce una nota di rinnovamento e modernità alla città, rivitalizzandone il profilo e rappresentando, ad oggi, uno tra i più estesi e imponenti agglomerati urbani di grattacieli dell'Europa meridionale, inoltre la zona è divenuta un nucleo attrattivo nei confronti di imprese che possono efficacemente interfacciarsi tra loro in un'unica struttura.
Visto dalla collina del Vomero, l'intero complesso conferisce al panorama della città un'aria piuttosto particolare per l'inevitabile contrasto esistente tra le antichità del centro storico e la modernità dei grattacieli che si ergono imponenti, con il Vesuvio a fare da sfondo.
Al suo interno, nei piani sotterranei, sorgono sia la fermata Centro Direzionale della linea 1 della metropolitana, sia la stazione di Napoli Centro Direzionale della Circumvesuviana.
Inoltre, a partire dal 2007, il centro direzionale ospita anche la nuova sede delle Facoltà di Ingegneria e di Scienze e Tecnologie dell'Università degli Studi di Napoli "Parthenope".

## Posizione
Il complesso è situato a Napoli tra la stazione centrale, lato Vicaria, e piazza Nazionale. Sebbene la struttura rientri interamente nel quartiere Poggioreale, al suo interno è presente un commissariato di Polizia di Stato denominato "Vasto-Arenaccia".
Il centro è accessibile da via Giovanni Porzio, una strada che va dal corso Malta al corso Meridionale, facendo angolo con questo e via Taddeo da Sessa: questo è l'ingresso principale della cittadella, tant'è che l'indirizzo più utilizzato per la corrispondenza è «via Giovanni Porzio, 4», sebbene questo numero civico sembri essere arbitrario, dato che non è segnato da nessuna parte e prima del Centro direzionale sul medesimo lato della strada non vi sia niente, dato che il centro stesso fa direttamente angolo con via Taddeo da Sessa, prolungamento del corso Meridionale, da cui è disponibile un'altra rampa d'accesso, attraverso un sottopassaggio.
Altri accessi sono disponibili da via Francesco Lauria, via Domenico Aulisio, via Costantino Grimaldi, piazza Giovanni Falcone e Paolo Borsellino (già piazza Enrico Cenni, risultante ancora così nello stradario del Comune di Napoli nonostante il cambio della targa), via Serafino Biscardi e piazza Salerno. Alcuni di questi ingressi immettono direttamente all'interno delle strutture del nuovo palazzo di giustizia.

### Toponomastica interna
All'interno del Centro direzionale la maggior parte degli edifici è contrassegnata da una codifica binaria composta da una lettera e da un numero, a volte separati da una barra: la lettera indica l'isola, il numero il lotto all'interno di quell'isola. Le isole vanno dalla A alla G. Per alcuni edifici, invece, si usano i nomi.
Il centro è altresì dotato di una odonomastica interna, sprovvista di numerazione civica.
Tale odonomastica, riportata nelle mappe esposte internamente al Centro e ripresa da alcuni mappari come ad esempio Google Maps, non è presente nello stradario ufficiale del Comune di Napoli. Fa eccezione largo Kagoshima, che è l'unico odonimo indicato con targa ufficiale del Comune, il quale curiosamente è riportato nello stradario del comune medesimo, ma non nelle mappe, inclusa quella di Google.

## Grattacieli
| Grattacielo                                  | Altezza    |
| -------------------------------------------- | ---------- |
| Torre Telecom Italia                         | 129 metri  |
| Torre ENEL I                                 | 122 metri  |
| Torre ENEL II                                | 122 metri  |
| Torre Saverio BF1                            | 118 metri  |
| Torre Francesco BF1                          | 118 metri  |
| Torre del Consiglio regionale della Campania | 115 metri  |
| Torri del Tribunale di Napoli - Torre A      | 109 metri  |
| Edificio Eni-Italgas                         | 88 metri   |
| Giunta Regione Campania                      | 88 metri   |
| Holiday Inn Hotel                            | 82,6 metri |
| Edificio E3                                  | 75 metri   |
| Banco di Napoli I                            | 70 metri   |
| Banco di Napoli II                           | 70 metri   |

## Trasporti e viabilità
La zona è servita dalla stazione Centro Direzionale della linea 1 della metropolitana di Napoli e dalla stazione di Napoli Centro Direzionale della Ferrovia Circumvesuviana.